# Aigrette dimorphe
Egretta dimorpha
Espèce
L'Aigrette dimorphe (Egretta dimorpha) est une espèce d'oiseaux appartenant à la famille des Ardeidae.

## Description

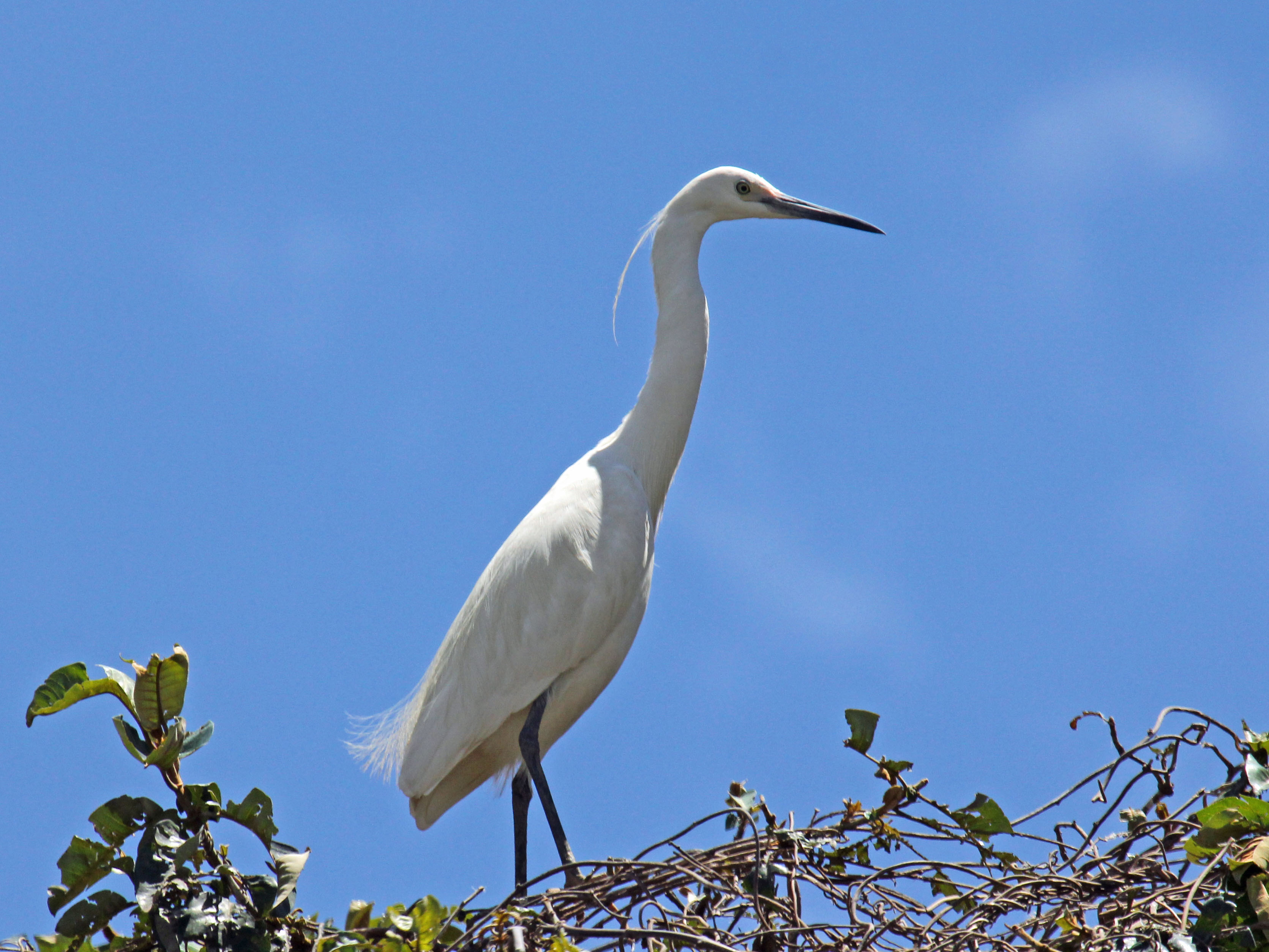
Variété claire.

### Habitat
L'aigrette se rencontre dans toutes les zones humides aux eaux peu profondes avec une prédilection pour les eaux saumâtres.

### Régime alimentaire
L'Aigrette dimporhe se nourrit de petits poissons, de grenouilles, d'insectes aquatiques et de petits crustacés.

### Répartition
Elle est présente en Afrique orientale (depuis le sud du Kenya jusqu'au nord du Mozambique), et à Madagascar.